# Walid Bidani
Walid Bidani (en arabe : وليد بيداني, en berbère : ⵡⴰⵍⵉⴷ ⴱⵉⴷⴰⵏⵉ) né le 11 juin 1994 à Maghnia, est un haltérophile algérien.

## Biographie
Walid Bidani est le porte-drapeau de la délégation algérienne aux Jeux de la solidarité islamique de 2017 à Bakou.

## Palmarès

### Championnats du monde
- Médaille de bronze à l'arraché dans la catégorie des plus de 109 kg aux Championnats du monde d'haltérophilie 2019 à Pattaya

### Championnats d'Afrique
- Médaille d'or à l'arraché dans la catégorie des plus de 109 kg aux Championnats d'Afrique d'haltérophilie 2024 à Ismaïlia
- Médaille d'or à l'arraché dans la catégorie des plus de 109 kg aux Championnats d'Afrique d'haltérophilie 2023 à Tunis
- Médaille d'or à l'arraché dans la catégorie des plus de 109 kg aux Championnats d'Afrique d'haltérophilie 2021 à Nairobi
- Médaille d'or à l'épaulé-jeté dans la catégorie des plus de 109 kg aux Championnats d'Afrique d'haltérophilie 2021 à Nairobi
- Médaille d'or au total dans la catégorie des plus de 109 kg aux Championnats d'Afrique d'haltérophilie 2021 à Nairobi
- Médaille d'or à l'arraché dans la catégorie des plus de 109 kg aux Championnats d'Afrique d'haltérophilie 2019 au Caire
- Médaille d'argent à l'épaulé-jeté dans la catégorie des plus de 109 kg aux Championnats d'Afrique d'haltérophilie 2019 au Caire
- Médaille d'or au total dans la catégorie des plus de 109 kg aux Championnats d'Afrique d'haltérophilie 2019 au Caire
- Médaille d'or à l'arraché dans la catégorie des plus de 105 kg aux Championnats d'Afrique d'haltérophilie 2018 à Mahébourg
- Médaille d'or à l'épaulé-jeté dans la catégorie des plus de 105 kg aux Championnats d'Afrique d'haltérophilie 2018 à Mahébourg
- Médaille d'or au total dans la catégorie des plus de 105 kg aux Championnats d'Afrique d'haltérophilie 2018 à Mahébourg
- Médaille d'argent à l'épaulé-jeté dans la catégorie des plus de 105 kg aux Championnats d'Afrique d'haltérophilie 2017 à Vacoas
- Médaille d'or à l'arraché dans la catégorie des plus de 105 kg aux Championnats d'Afrique d'haltérophilie 2016 à Yaoundé
- Médaille d'or à l'épaulé-jeté dans la catégorie des plus de 105 kg aux Championnats d'Afrique d'haltérophilie 2016 à Yaoundé
- Médaille d'or au total dans la catégorie des plus de 105 kg aux Championnats d'Afrique d'haltérophilie 2016 à Yaoundé
- Médaille d'or à l'arraché dans la catégorie des moins de 105 kg aux Championnats d'Afrique d'haltérophilie 2013 à Casablanca
- Médaille d'or à l'épaulé-jeté dans la catégorie des moins de 105 kg aux Championnats d'Afrique d'haltérophilie 2013 à Casablanca
- Médaille d'or au total dans la catégorie des moins de 105 kg aux Championnats d'Afrique d'haltérophilie 2013 à Casablanca
- Médaille d'or à l'arraché dans la catégorie des moins de 105 kg aux Championnats d'Afrique d'haltérophilie 2012 à Nairobi
- Médaille d'or à l'épaulé-jeté dans la catégorie des moins de 105 kg aux Championnats d'Afrique d'haltérophilie 2012 à Nairobi
- Médaille d'or au total dans la catégorie des moins de 105 kg aux Championnats d'Afrique d'haltérophilie 2012 à Nairobi

### Jeux méditerranéens
- Médaille d'or à l'arraché dans la catégorie des plus de 102 kg aux Jeux méditerranéens de 2022 à Oran.
- Médaille d'argent à l'épaulé-jeté dans la catégorie des moins de 105 kg aux Jeux méditerranéens de 2022 à Oran.
- Médaille de bronze à l'arraché dans la catégorie des moins de 105 kg aux Jeux méditerranéens de 2013 à Mersin